# Калсијум (Њујорк)
Калсијум (енгл. Calcium) насељено је место без административног статуса у америчкој савезној држави Њујорк.

## Демографија
По попису из 2010. године број становника је 3.491, што је 145 (4,3%) становника више него 2000. године.
| Група             | 2000.         | 2010.         |
| Белци             | 2.106 (62,9%) | 2.307 (66,1%) |
| Афроамериканци    | 653 (19,5%)   | 485 (13,9%)   |
| Азијати           | 55 (1,6%)     | 75 (2,1%)     |
| Хиспаноамериканци | 422 (12,6%)   | 485 (13,9%)   |
| Укупно            | 3.346         | 3.491         |